# Juliette Price

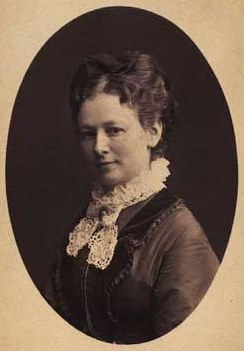
Juliet Price.

Juliette Price, född den 13 augusti 1831 i Köpenhamn, död den 4 april 1906 i Frederiksberg, var en dansk dansös vars farfar, James Price, härstammade från Wales. Hon var dotter till Adolph Price och bror till Waldemar Price.
Price debuterade 1849 på Kungliga teatern i Köpenhamn och blev redan 1851 solodansös. Hon hade de viktigaste partierna i många av August Bournonvilles baletter och utmärkte sig lika mycket genom sin ypperliga dans som genom sitt behagfulla uppträdande. M. Goldschmidt 
betecknade henne med rätta som "konstens vestaliska prästinna". Såväl i Wien (1855) som i Sverige och Norge (1859–1860) skördade hon rikt bifall, och danska baletten led en stor förlust, då hon efter ett fall på scenen 1865 nödgades taga avsked.
Hennes yngre syster Sofie Price (1833–1905) var 1848–1870 en mycket skicklig dansös och hennes bror Valdemar Price (1836–1908) var 1856–1901 dansör vid Kungliga teatern, där han utmärkte sig först i romantiska älskarroller, senare i allvarliga karaktärsroller genom sin kraftiga 
dans och ypperliga mimik. Han följde systern på hennes konstresor.